# Brooke Voigt
Brooke Voigt (* 17. November 1993 in Fort McMurray, Alberta) ist eine kanadische Snowboarderin. Sie startet in den Freestyledisziplinen.

## Werdegang
Voigt nimmt seit 2009 an Wettbewerben der FIS und der TTR World Snowboard Tour teil. Ihr Debüt im Snowboard-Weltcup hatte sie im Januar 2010 in Calgary, welches sie auf dem zweiten Rang im Slopestyle beendete. Im folgenden Monat kam sie im Slopestyle beim Billabong Flaunt It in Blue Mountain auf den zweiten Platz. In der folgenden Saison wurde sie Zweite im Slopestyle beim Weltcup in Calgary und Dritte beim Billabong Flaunt It in Sierra-at-Tahoe. Zum Saisonende errang sie den dritten Platz im Big-Air und Slopestyle Weltcup. Nach Platz drei im Slopestyle im Februar 2012 bei The Canadian Shield Ski and Snowboard Tour am Mount Seymour, wurde sie erneut Zweite im Slopestyle beim Weltcup in Calgary. Im folgenden Monat errang sie den zweiten Platz im Slopestyle beim Billabong Flaunt It am Mont Saint Sauveur und den fünften Platz bei den Burton US Open. Die Saison beendete sie auf dem 13. Platz im Freestyle-Weltcup und auf dem zweiten Rang im Slopestyle-Weltcup. Bei den Snowboard-Weltmeisterschaften 2013 in Stoneham belegte sie den 23. Platz im Slopestyle. Ende Februar 2013 wurde sie bei den Burton US Open Dritte im Slopestyle. Nach Platz drei bei The Mile High in Perisher Blue zu Beginn der Saison 2013/14, errang sie den sechsten Platz beim Snowboard Jamboree und Weltcup in Stoneham und den siebten Platz bei den Burton US Open. In der folgenden Saison siegte sie im Big Air beim Showcase Showdown in Blackcomb. Bei den Snowboard-Weltmeisterschaften 2015 am Kreischberg belegte sie den 13. Platz. Nach Platz fünf im Slopestyle bei The Mile High in Perisher Blue zu Beginn der Saison 2015/16, erreichte sie im Februar 2016 beim U.S. Grand Prix und Weltcup in Boston den dritten Rang im Big Air-Wettbewerb. Bei den Snowboard-Weltmeisterschaften 2016 in Yabuli kam sie auf den 19. Platz im Slopestyle und auf den 11. Rang im Big Air. Zum Saisonende errang sie den 17. Platz im Freestyle-Weltcup und den fünften Platz im Big Air Weltcup. In der Saison 2016/17 wurde sie Dritte im Slopestyle beim Weltcup in Québec und Zweite im Slopestyle beim Grandvalira Total Fight. Bei den Snowboard-Weltmeisterschaften 2017 in Sierra Nevada belegte sie den 28. Platz im Big Air und den siebten Rang im Slopestyle. In der Saison 2017/18 wurde sie beim Grandvalira Total Fight Dritte im Slopestyle und beim World Ski and Snowboard Festival in Whistler Zweite im Big Air. Bei den Olympischen Winterspielen 2018 in Pyeongchang errang sie den 21. Platz im Slopestyle und den 17. Platz im Big Air. Im folgenden Jahr belegte sie bei den Weltmeisterschaften in Park City den achten Platz im Slopestyle. In der Saison 2019/20 erreichte sie mit zwei dritten Plätzen und einen zweiten Platz, den siebten Platz im Freestyle-Weltcup, den dritten Rang im Slopestyle-Weltcup und den zweiten Platz im Big-Air-Weltcup. Bei den X-Games Norway 2020 in Hafjell holte sie die Bronzemedaille im Slopestyle. In den folgenden Jahren belegte sie bei den Snowboard-Weltmeisterschaften 2021 in Aspen den 24. Platz im Big Air sowie den 13. Rang im Slopestyle und bei den Olympischen Winterspielen im Februar 2022 in Peking den 22. Platz im Slopestyle sowie den 21. Rang im Big Air.

## Erfolge
Saison 2009/10
- 2. Platz – Snowboard-Weltcup in Calgary, Slopestyle
- 2. Platz – Billabong Flaunt It in Blue Mountain, Slopestyle
- 3. Platz – Slopestyle und Big Air Weltcup

Saison 2010/11
- 2. Platz – Snowboard-Weltcup in Calgary, Slopestyle
- 3. Platz – Billabong Flaunt It in Sierra-at-Tahoe, Slopestyle
- 3. Platz – Big Air-Weltcup

Saison 2011/12
- 2. Platz – Snowboard-Weltcup in Calgary, Slopestyle
- 2. Platz – Billabong Flaunt It am Mont Saint Sauveur, Slopestyle
- 2. Platz – Slopestyle-Weltcup
- 3. Platz – The Canadian Shield Ski and Snowboard Tour am Mount Seymour, Slopestyle

Saison 2012/13
- 3. Platz – Burton US Open in Vail, Slopestyle

Saison 2013/14
- 3. Platz – The Mile High in Perisher Blue, Slopestyle

Saison 2014/15
- 1. Platz – Showcase Showdown in Blackcomb, Big Air

Saison 2015/16
- 3. Platz – U.S. Grand Prix und Snowboard-Weltcup in Boston, Big Air

Saison 2016/17
- 2. Platz – Grandvalira Total Fight in Grandvalira, Slopestyle
- 3. Platz – Snowboard-Weltcup in Québec, Slopestyle

Saison 2017/18
- 2. Platz – Grandvalira Total Fight in Grandvalira, Slopestyle
- 3. Platz – World Ski and Snowboard Festival in Whistler, Big Air

Saison 2018/19
- 2. Platz – Snowboard-Weltcup auf der Seiser Alm, Slopestyle
- 3. Platz – Grandvalira Total Fight in Grandvalira, Slopestyle

Saison 2019/20
- 2. Platz – Snowboard-Weltcup in Modena, Big Air
- 2. Platz – Big-Air-Weltcup
- 2. Platz – Snowboard-Weltcup in Atlanta, Big Air
- 3. Platz – Snowboard-Weltcup auf der Seiser Alm, Slopestyle
- 3. Platz – X-Games Norway 2020 in Hafjell, Slopestyle
- 3. Platz – Slopestyle-Weltcup